# Чёрмоз
Чёрмоз — город в Ильинском районе Пермского края. Расположен в северной части Ильинского района, на берегу Чёрмозского залива Камского водохранилища, образованного нижним течением реки Чёрмоз, в 85 км к северу от Перми. Рельеф местности равнинный, мало всхолмлённый.
Население — 2919 чел. (2023)

## Этимология
Упоминается в первой половине XVII века как деревня Чермос; позже Чермосский завод. Название от гидронима Чёрмоз. Этимология гидронима не установлена. С 1943 года город Чёрмоз.

## История

### Первые упоминания о Чёрмозе
Упоминания о Чёрмозе можно встретить уже в переписных книгах князя Фёдора Бельского за 1678 год:

Починок на речке Чермосе, а в нём крестьян:
Во дворе Ивашка Семёнов сын Лодейшиков. У него сын Алёшка году, из деревни, что против Усть Косвы, поселился во 181 году (7181 год от Сотворения мира Византийской эры соответствует 1672 году от Рождества Христова).
Во дворе Хрисанфко Родионов сын Жданов. У него сын Сенка году, из деревни, что против Усть Косвы, поселился во 183 году (в 1674 году).— Перепись князя Бельского по вотчинам Строгановых.   А. Т. Строгановой вотчина село Слутка
Довольно позднее (в сравнении с другими населёнными пунктами Прикамья) появление Чёрмозского поселения объясняется тем, что Чёрмоз какое-то время находился на стыке владений Строгановых:

Кайсаров (Перепись Перми Великой в 1623‒1624 годах по писцовым книгам Михаила Кайсарова) так обозначает межи Майкора со Строгановыми:

«Снизу Иньвы реки, а от реки Иньвы в гору по Пробойной улице к речке к Кемолю, а от Кемоля до Ивановых да до Максимовых крестьян до отхожей пашни в Туманском, да за речкою за Pозсохом. А деревни (от) Нюшкара со крестьяны межа от Туманскаго Городища по Иньве реке вниз до Чёрные речки, а вверх по Иньве межа до Чермозского истоку». (Дубровинск. рукоп., лист 163).— Погост Кудымкор и его округ
Кроме того Чёрмоз снискал недобрую славу тем, что в его окрестностях находится урочище Батин лог — прежнее пристанище речных пиратов-ушкуйников, жестоко грабивших проплывавшие по Каме торговые суда. На чёрмозских болотах когда-то добывали медные и железные руды. При этом у людей, надышавшихся вредными испарениями, выходящими из-под земли, иногда возникали неожиданные галлюцинации, что породило суеверные легенды о здешних местах.
22 мая (2 июня) 1702 г. помещик Григорий Дмитриевич Строганов получил особую жалованную грамоту от Петра Великого, утверждавшую за Строгановыми «в вечное и потомственное владение» земли по Обве, Иньве и Косьве со всеми на них селениями и жителями. С дарованием царской грамоты, в Соликамское воеводство было командировано из Москвы особое лицо для переписи всех переходивших к Строганову земель. Таким лицом был стряпчий Посольского Приказа Козьма Фомич Цезырев (~Цизарев), который к концу 1700 года окончил составление особых «отказных книг». В этих книгах впервые упоминается селение Чермос.

### В Российской империи
В 1751 году здесь — в устье реки Чёрмоз при деревне Олековой — барон Николай Григорьевич Строганов начал строительство плотины пруда и медеплавильного завода, который вскоре был перепрофилирован в чугунолитейный и железоделательный, а 20 апреля (1 мая) 1778 продан с другими имениями за 450 000 рублей выходцу из Персии, армянину по происхождению, придворному ювелиру Екатерины II, Ивану (Ованесу) Лазареву, незадолго до этого получившему российское потомственное дворянство. Заводское хозяйство оказалось в запущенном состоянии и требовало значительных капиталовложений. Приписанные к заводу крепостные и странствующие старообрядцы иногда скрывались в лесах, грабили обозы и ладьи купцов, участвовали в Пугачёвском восстании.
В 1800 году Чёрмоз становится столицей всех Пермских имений Лазаревых, здесь строятся богатые здания, развивается промышленность, образуются школы. Чёрмозское железо было известно по всей России и поставлялось даже в Англию. Из него изготовлялось оружие и доспехи для войн с Наполеоном. В конце 1836 г. в Чёрмозе были арестованы члены тайного декабристского общества «Вольность» во главе с Петром Поносовым и отправлены на суд в Санкт-Петербург. С отменой в 1861 году крепостного права в России частично нарушились административные привилегии Чёрмоза, который, к тому же, оказался далеко в стороне от проложенной в 1878 году Пермской железной дороги.
Во время Революции 1905 года рабочие завода, несмотря на то, что они получали зарплату золотом, схватили управляющего Пивинского, требуя увеличение жалованья, издевались над ним, водили по цехам завода и по улицам Чёрмоза, привели его на прорубь, угрожая утопить. Вскоре после этого в Чёрмоз торжественно, с песнями, вошла сотня казаков и сурово наказала бунтовщиков.

### В советский период

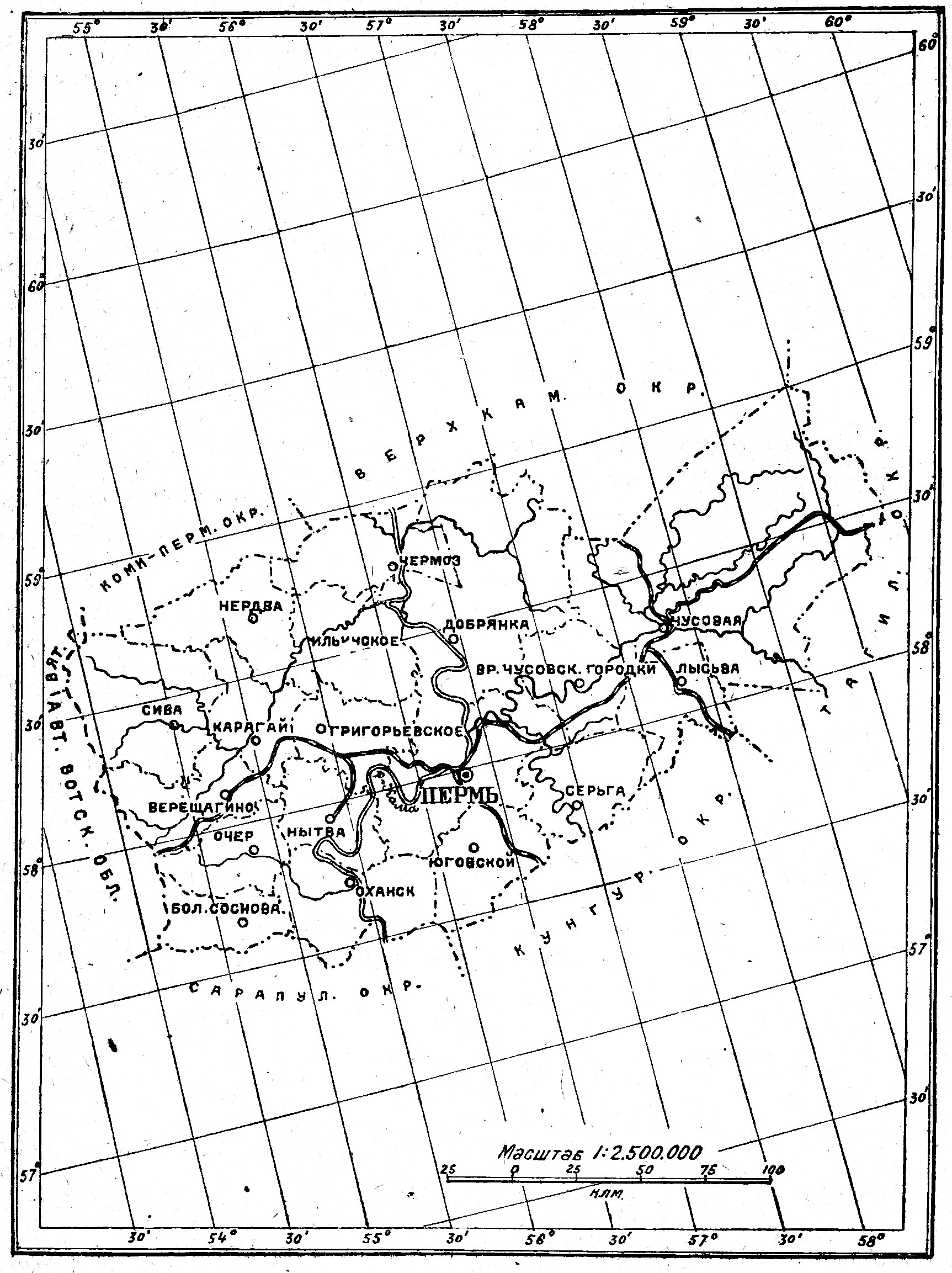
Чёрмозский район на севере Пермского округа 1928 год.

С 1924 года — центр Чёрмозского района. Побывавший с первым в Чёрмозе самолётом в 1925 году писатель Борис Пильняк был поражён отсталым тяжёлым ручным трудом и устаревшей технологией производства кровельного железа (на заводе не использовался каменный уголь и даже торф, а только дрова).
В 1956 году в связи с постройкой Камской ГЭС часть города была затоплена (в том числе исторический район города Подгора), часть перенесена на новое место, а завод, оказавшийся в зоне затопления, закрыт. Оборудование завода было устаревшим, источники сырья и рынки сбыта продукции находились на большом удалении от предприятия, поэтому было принято решение о его ликвидации. Ликвидация старого завода подорвала основу жизни города Чёрмоза, привела к значительному сокращению численности его жителей. В 1959 году был упразднён Чёрмозский район, части его территорий отошли к Добрянскому и Юсьвинскому районам, а сам город Чёрмоз с пятью прилегающими сельсоветами попал в состав Ильинского сельского района. В последующее время в городе действовало несколько предприятий, но количество занятых на них было значительно меньше, чем на старом заводе. Город уже не смог возродиться до прежних размеров.
7 мая 1971 года лётчик Валерий Рубаненко ценой своей жизни увёл горящий Миг-19 от города Чёрмоз.

### Исторические властные структуры над Чёрмозом
Административно город Чёрмоз сначала подчинялся Соликамскому воеводе, а с 18 (29) декабря 1708 года — Сибирскому (Тобольскому) губернатору. 29 мая (9 июня) 1719 года вошёл в состав Вятской провинции, 1721 переведён в Соликамскую провинцию, которая в 1727 году была передана в состав Казанской губернии. С 1737 года в Кунгурской провинции, а с 7 (18) ноября 1775 года — в Пермском наместничестве — с 1788 года в Пермском генерал-губернаторстве, а с 12 (23) декабря 1796 года — в Пермской губернии. Чёрмоз был во главе Чёрмозской волости, которая с 27 января (7 февраля) 1781 года входила Соликамский уезд, административный центр которого с февраля 1918 по 3 ноября 1923 годов находился в городе Усолье. В 1923 году подчинился Екатеринбургу (с 1924 г. Свердловск) — административному центру Уральской области, из которой в 1938 году выведен в состав Пермской области, которая с 8 марта 1940 года по 2 октября 1957 года называлась Мо́лотовской областью, а с 2005 года называется Пермским краем.

## Население
| 1931   | 1959    | 1963    | 1970  | 1979  | 1989  | 1992  | 1996  | 1998  | 2000  | 2001  |
| ------ | ------- | ------- | ----- | ----- | ----- | ----- | ----- | ----- | ----- | ----- |
| 10 200 | ↗11 600 | ↘11 200 | ↘8700 | ↘6800 | ↘5900 | ↗6100 | ↘6000 | ↘5800 | ↘5700 | ↘5600 |
| 2002   | 2003    | 2005    | 2006  | 2007  | 2008  | 2009  | 2010  | 2011  | 2012  | 2013  |
| ↘4376  | ↗4400   | ↘4200   | ↘4100 | →4100 | →4100 | ↘4045 | ↘3861 | ↗3900 | ↘3763 | ↘3709 |
| 2014   | 2015    | 2016    | 2017  | 2018  | 2019  | 2020  | 2021  | 2023  |       |       |
| ↘3627  | ↘3597   | ↘3566   | ↘3519 | ↘3457 | ↘3381 | ↘3268 | ↘3044 | ↘2919 |       |       |

На 1 января 2025 года по численности населения город находился на 1110-м месте из 1124 городов Российской Федерации.

## Достопримечательности
Черты заводского посёлка до сих пор сохраняются во внешнем облике Чёрмоза. В здании Главного правления Пермского имения Лазаревых, построенном в 1812 г., располагается Чёрмозский историко-краеведческий музей. Особый интерес представляют экспозиции, посвящённые заводовладельцам Строгановым, Лазаревым, Абамелек-Лазаревым, а также коллекции чугунного литья с элементами сказочных морских мотивов и растительным орнаментом. А те, кто увлекаются рыбалкой, могут познакомиться с историей и современным состоянием рыболовного промысла в Отделе природы музея. Особенно любопытна выставка на первом этаже музея, где представлен интерьер крестьянской избы, купеческой лавки, различные предметы быта. Некоторые экспонаты чёрмозской скульптуры и живописи являются украшением Пермской художественной галереи.
Главной достопримечательностью Чёрмоза является храм Рождества Пресвятой Богородицы, построенный в 1836 г. по проекту крепостного архитектора И. М. Подъячева, который обучался в Петербурге, Москве и Риме. Необычно сочетаются во внутренних росписях храма армянские и русские традиции. Особую привлекательность этому храму придают часы-куранты с лунным календарём, изобретённые крепостным Егором Епишиным. Эти часы были созданы на три года раньше, чем куранты на Спасской башне Московского Кремля, а лунный календарь вообще не имеет аналогов в России. Кстати, лунный календарь функционирует до сих пор. Куранты каждые 15 минут наполняют окрестности мелодичным звоном.
Также чермозяне любят гулять по городскому парку, расположенному недалеко от реки. В нём есть танцевальная площадка, ротонда, памятный обелиск, посвящённый приезду в город украинского полка фронтовиков в 1945 году.
Приезжающих в Чёрмоз туристов привлекает недавно восстановленная плотина Чёрмозского пруда, с которой открывается живописная панорама окрестностей Чёрмоза, Чёрмозского пруда и Камского водохранилища, возможны прогулки на лодках и яхтах. Здесь на переливе хорошо ловится рыба.
В деревне Кыласово, в черте Чёрмозского городского поселения, находится Кы́ласово городи́ще (Анюшка́р) — памятник родановской археологической культуры (Пермь Великая).

## Экономика
Экономика современного Чёрмоза базируется на мелком предпринимательстве (главным образом, в сельском хозяйстве и розничной торговле). Единственным крупным предприятием города Чёрмоза является только Завод нефтегазового машиностроения «ООО Синергия».
В ноябре 2007 года завершилось строительство асфальтированной дороги 57К-1406 «Ильинский — Чёрмоз». При этом объездная автомобильная дорога 57К-0050 через село Карагай и железнодорожную станцию Менделеево потеряла прежнее значение. Узкоколейная железная дорога, аэродром и пристань перестали функционировать ещё раньше.
Жители Перми стали чаще приобретать дома и земельные участки в Чёрмозе под обустройство своих загородных дач.
Возле деревни Романо́во (Чёрмозское городское поселение) с 1998 года в небольших количествах добывается нефть (Шатовское нефтяное месторождение).
Социально-культурное и бытовое обслуживание населения осуществляют: школа, краеведческий музей, детская школа искусств, клуб-кинотеатр, коррекционная школа, библиотека и два православных храма.
В Чёрмоз проведён волоконно-оптический кабель для высокоскоростного интернета. Мобильную связь здесь поддерживают Utel, МТС и TELE2.

## Экология
Экологические условия благоприятные благодаря отсутствию в настоящее время крупных, экологически вредных промышленных производств на территории города и его удалённости от крупных промышленных центров Прикамья. Это один из наиболее благоприятных в экологическом отношении районов Прикамья. На реке Якинке в самом центре Чёрмоза даже поселись бобры.

## Климат
Климат Чёрмоза — умеренно континентальный с продолжительной холодной зимой и тёплым коротким летом. Близость Камского водохранилища вызывает повышенную влажность и небольшую задержку повышения температуры в летнее время и понижения температуры в ноябре. Годовое количество осадков обычно высокое. Наибольшее количество осадков выпадает в течение трёх летних месяцев (июнь-август). В целом климатические условия признаны вполне благоприятными для развития отрасли туризма.
| Показатель              | Янв.  | Фев.  | Март | Апр. | Май  | Июнь | Июль | Авг. | Сен. | Окт. | Нояб. | Дек.  | Год   |
| ----------------------- | ----- | ----- | ---- | ---- | ---- | ---- | ---- | ---- | ---- | ---- | ----- | ----- | ----- |
| Средняя температура, °C | −16,1 | −13,9 | −6,7 | 1,5  | 9,2  | 15,3 | 18,3 | 15,1 | 9,3  | 1,6  | −5,7  | −12,1 | 1,3   |
| Норма осадков, мм       | 39,5  | 28,3  | 21,2 | 32   | 44,7 | 63,1 | 88,5 | 70,7 | 68,8 | 50,1 | 40,5  | 33,8  | 578,7 |
| Источник:               |       |       |      |      |      |      |      |      |      |      |       |       |       |

| Солнечное сияние, часов за месяц | Солнечное сияние, часов за месяц | Солнечное сияние, часов за месяц | Солнечное сияние, часов за месяц | Солнечное сияние, часов за месяц | Солнечное сияние, часов за месяц | Солнечное сияние, часов за месяц | Солнечное сияние, часов за месяц | Солнечное сияние, часов за месяц | Солнечное сияние, часов за месяц | Солнечное сияние, часов за месяц | Солнечное сияние, часов за месяц | Солнечное сияние, часов за месяц | Солнечное сияние, часов за месяц |
| Месяц                            | Янв                              | Фев                              | Мар                              | Апр                              | Май                              | Июн                              | Июл                              | Авг                              | Сен                              | Окт                              | Ноя                              | Дек                              | Год                              |
| Солнечное сияние, ч              | 38                               | 74                               | 142                              | 203                              | 273                              | 299                              | 286                              | 218                              | 125                              | 62                               | 31                               | 20                               | 1771                             |
| -------------------------------- | -------------------------------- | -------------------------------- | -------------------------------- | -------------------------------- | -------------------------------- | -------------------------------- | -------------------------------- | -------------------------------- | -------------------------------- | -------------------------------- | -------------------------------- | -------------------------------- | -------------------------------- |